# Thomas Renault de Saint-Germain
Thomas Renault de Saint-Germain, né le 6 décembre 1781 à Port-Louis (Maurice) et mort le 18 octobre 1833 à Gorée, était un militaire et administrateur colonial français.

## Biographie
Fils d'un major d'infanterie des colonies et chevalier de Saint-Louis, et petit-fils du gouverneur Pierre Mathieu Renault de Saint-Germain, il embrasse à son tour la carrière militaire. Nommé lieutenant dans l'artillerie coloniale de l'Ile de France en 1801, il est promu capitaine des chasseurs coloniaux de l'île en 1808. Fait prisonnier de guerre en mer par les Anglais en mai 1810, il est rapatrié à Morlaix en décembre 1812 après avoir été échangé.
Agrégé aux gardes de la Porte de la Maison du Roi en mars 1815, il passe dans la 2e compagnie de mousquetaires de la garde du Roi dès avril suivant. Ayant suivi le roi Louis XVIII à Gand, il y est décoré de la Légion d'honneur et sert à l'Armée royale de Belgique. Nommé en août 1816 capitaine à la Légion de l'Aisne (devenue le 2e régiment d'infanterie de ligne en 1820), il passe capitaine au 2e régiment d'infanterie de la Garde royale en 1823 mais est réformé dès 1824.
Le 28 mai 1831, Thomas Renault de Saint-Germain est nommé gouverneur du Sénégal. À ce titre, il est promu chef de bataillon d'infanterie de marine le 27 décembre de la même année.
Il conclut au nom de la France un Traité d'amitié et de commerce avec les chefs de la tribu des Dacbaguis le 22 mai 1832 à Saint-Louis, mais s'engage par ailleurs dans une guerre contre les Maures Trarzas de la rive droite du fleuve Sénégal, dont l'enjeu est le contrôle du commerce de la gomme arabique.
Il succombe à Gorée « des suites d'une fièvre rémittente endémique contractée sur les bords du Sénégal, dans une expédition militaire contre les Maures ».